# 31e parallèle nord
Pour les articles homonymes, voir 31e parallèle.
En géographie, le 31e parallèle nord est le parallèle joignant les points de la surface de la Terre dont la latitude est égale à 31° nord.
Il définit un court fragment de la frontière entre l'Irak et l'Iran. Aux États-Unis, du fait du Traité de Paris de 1783, une partie de la frontière entre les États du Mississippi et de la Louisiane suit ce parallèle, ainsi que la majeure partie de celle entre l'Alabama et la Floride.

## Dimensions

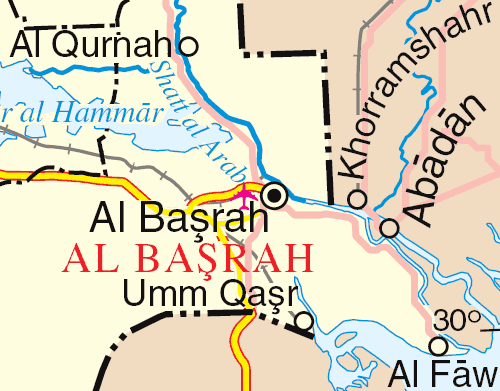
La partie de la frontière entre l'Irak et l'Iran qui suit le nord est contestée.

Au niveau de 31° de latitude nord, un degré de longitude équivaut à 95,504 km ; la longueur totale du parallèle est donc de 34 381 km, soit 86 % de la longueur de l'équateur.

## Pays traversés
Le 31e parallèle nord traverse les pays suivants :
- Maroc
- Algérie
- Tunisie
- Libye
- Égypte
- Israël
- Jordanie
- Arabie saoudite
- Irak
- Iran
- Afghanistan
- Pakistan
- Inde
- Chine
- Japon
- Mexique
- États-Unis